# Сан-Мартинью-ду-Бишпу
Сан-Мартинью-ду-Бишпу (порт. São Martinho do Bispo)  —  район (фрегезия) в Португалии,  входит в округ Коимбра. Является составной частью муниципалитета  Коимбра. Находится в составе крупной городской агломерации Большая Коимбра. По старому административному делению входил в провинцию Бейра-Литорал. Входит в экономико-статистический  субрегион Байшу-Мондегу, который входит в Центральный регион. Население составляет 14 246 человек на 2001 год. Занимает площадь 16,96 км².